# Ernst Kuntze
Ernst Wilhelm Otto Kuntze (* 8. Dezember 1850 in Hertwigswaldau; † 22. Januar 1932) war ein preußischer General der Infanterie.

## Leben

### Herkunft
Er war der Sohn eines Oberamtmanns und dessen Ehefrau Florentine, geborene Noack.

### Militärkarriere
Kuntze absolvierte das Gymnasium und trat am 29. Juli 1870 während des Krieges gegen Frankreich als Einjährig-Freiwilliger in das Leib-Grenadier-Regiment (1. Brandenburgisches) Nr. 8 der Preußischen Armee ein. Mit diesem Verband nahm er an der Einschließung von Metz sowie den Schlachten bei Beaune-la-Rolande, Orléans und Le Mans teil. Seine Leistungen wurden durch die Verleihung des Eisernen Kreuzes II. Klasse gewürdigt.
Nach dem Friedensschluss wurde Kuntze am 13. Mai 1871 als Portepeefähnrich in das 6. Brandenburgische Infanterie-Regiment Nr. 52 versetzt und am 9. März 1872 zum Sekondeleutnant befördert. Er war ab 1. Oktober 1874 Adjutant des Füsilier-Bataillons in Cottbus und trat kurz darauf am 15. Oktober 1874 mit der Versetzung in das Seebataillon zur Marineinfanterie über. Dort war Kuntze als Adjutant und Gerichtsoffizier tätig. Am 21. November 1878 kehrte er in die Armee zurück und wurde im 1. Westfälischen Infanterie-Regiment Nr. 13 angestellt. Als Premierleutnant fungierte Kuntze vom 5. Januar 1881 bis zum 22. November 1884 als Regimentsadjutant und wurde anschließend nach Mannheim in das 2. Badische Grenadier-Regiment „Kaiser Wilhelm“ Nr. 110 versetzt. Dort folgte am 4. Februar 1886 die Beförderung zum Hauptmann sowie die Ernennung zum Chef der 5. Kompanie in Heidelberg. Am 16. Juli 1891 kommandierte man Kuntze zur Dienstleistung beim Kriegsministerium nach Berlin und versetzte ihn am 18. Oktober 1891 mit der Beförderung zum Major hierher. Er versah seinen Dienst bei der Bekleidungs-Abteilung (B 3) und kehrte am 17. November 1896 als Kommandeur des II. Bataillons im Infanterie-Regiment „Prinz Louis Ferdinand von Preußen“ (2. Magdeburgisches) Nr. 27 wieder in den Truppendienst zurück. In dieser Stellung wurde Kuntze am 27. Januar 1898 zum Oberstleutnant befördert und kam am 1. April 1896 wieder in das Kriegsministerium. Dort war er nunmehr als Chef der Bekleidungs-Abteilung tätig und wurde am 22. Juli 1900 Oberst. Vom 17. Mai 1902 bis zum 23. April 1904 folgte seine Verwendung als Kommandeur des 1. Ober-Elsässischen Infanterie-Regiments Nr. 167 in Kassel. Anschließend wurde Kuntze unter Beförderung zum Generalmajor zum Kommandeur der 41. Infanterie-Brigade in Mainz ernannt. Am 21. Mai 1907 beauftragte man ihn mit der Führung der 3. Division und ernannte Kuntze bei gleichzeitiger Beförderung zum Generalleutnant zum Kommandeur dieses Großverbandes in Stettin. In gleicher Eigenschaft versetzte man ihn am 18. Februar 1908 zur 16. Division nach Trier. Für seine Verdienste erhielt Kuntze durch Wilhelm II. anlässlich des Ordensfestes 1910 den Stern zum Roten Adlerorden II. Klasse mit Eichenlaub sowie anlässlich des Ordensfestes 1911 den Kronenorden I. Klasse. Unter Verleihung des Charakters als General der Infanterie wurde Kuntze am 21. April 1911 in Genehmigung seines Abschiedsgesuches mit der gesetzlichen Pension zur Disposition gestellt. Seinen Ruhestand verlebte er in Charlottenburg.
Während des Ersten Weltkriegs wurde Kuntze als z.D.-Offizier wiederverwendet. Er kommandierte ab 6. April 1915 die neu aufgestellte 117. Infanterie-Division an der Westfront, mit der er zunächst in Stellungskämpfen in der Champagne lag. Kuntze nahm an den Schlachten bei La Bassée und Arras sowie an der Somme teil. Nachdem sein Großverband Mitte August 1916 an die Ostfront verlegt worden war, wurde Kuntze am 26. August 1916 von seinem Kommando entbunden und seine Mobilmachungsverfügung aufgehoben. In Würdigung seiner Leistungen wurden ihm die Schwerter zum Kronenorden I. Klasse verliehen.